# Arthur Trester
Arthur L. Trester (Pecksburg, 10 giugno 1878 – Indianapolis, 8 settembre 1944) è stato un dirigente sportivo statunitense, membro del Naismith Memorial Basketball Hall of Fame dal 1961 in qualità di contributore.
Trester fu il commissioner della "Indiana High School Athletic Association" (IHSAA) dal 1922 al 1944. Ebbe un ruolo decisivo nella promozione e nello sviluppo della pallacanestro statunitense a livello di high school.